# Guillaume Bigot
Pour les articles homonymes, voir Guillaume Bigot (homonymie) et Bigot.
Guillaume Bigot, Le Bigot ou William Bigotius, né à Laval le 2 juin 1502 et mort vers 1550 est un écrivain, médecin et humaniste français, poète français et latin, et l'un des plus savants hommes du XVIe siècle. L'abbé Angot signalait qu'il n'est pas mal connu, « car comment peut-on débrouiller une biographie romanesque en soi, racontée par le héros lui-même avec le souci de rendre son histoire indéchiffrable et lui-même méconnaissable ? »

## Biographie

### Origine
Plusieurs hypothèses existent sur son père. Il faillit mourir de la peste étant encore au berceau. Sa première éducation avait été entièrement négligée. Une querelle qu'il eut pendant qu'il faisait à Angers son cours de philosophie l'obligea de se sauver pour éviter les poursuites qu'on dirigeait contre lui.
Il se retira à la campagne où il se livra à l'étude avec plus d'application qu'il ne l'avait encore fait. Il apprit, sans le secours d'aucun maître, la langue grecque et fit des progrès rapides dans la philosophie, l'astronomie, l'astrologie et la médecine.

### L'itinérance savante: Belgique, Allemagne, Suisse
Il est allé d'université en université : Louvain, Marbourg, Mayence, Tübingen, Bâle. En 1535, il a professé la philosophie à l'université de Tübingen. Il aurait suivi les leçons d'Antoine Curéus et de Guillaume Casterot, médecins. Il aurait rencontré  en 1536 Guillaume du Bellay de Langey, chargé d'une mission secrète en Allemagne. Langey l'aurait chargé d'enseigner le grec au fils de Barnabé Voré de La Fosse, René. Ce fut dans la même ville qu'il composa son poème latin, intitulé Catoptron, ou le Miroir. Il le fit imprimer avec quelques autres pièces, à Bâle, en 1536, in-4°. Il est réimprimé en 1537 dans son Somnium dédié à Guillaume Du Bellay.

### Le retour en France
Obligé de quitter Tübingen, il se réfugie à Bâle pour se soustraire aux persécutions des disciples nombreux de Philippe Melanchthon, dont il a combattu le système. De là, il revient en France, où Guillaume Budé tente, au retour à Paris de Guillaume Bigot, de lui faire obtenir une chaire à l'Université, qu'il n'obtient pas. On lui offre une place à l'université de Padoue ; mais il la refuse. Il vend ce qu'il possède encore à Laval, puis accepte d'aller réorganiser à Nîmes l'école en université, où il est substitué pour cela à Claude Baduel, 1541.
Bigot fut  obligé de faire plusieurs fois le voyage de Paris, pour obtenir des arrêts qui le maintinrent dans ses privilèges. On voulut lui substituer le protestant Claude Baduel. Bigot, appuyé par les bourgeois et les étudiants et surtout favorisés par les Du Bellay, obtint gain de cause au Parlement de Toulouse et serait rentré dans la place sans une mésaventure . En 1543, alors qu'il avait pris un engagement de 15 ans avec la ville, il s'associe lui-même dans le rectorat le même Claude Baduel, qui devait être son ennemi le plus acharné. Surviennent les procès avec les Nîmois qui prétendent que Bigot ne remplit pas les conditions du contrat, puis les mésaventures conjugales du professeur.
Sa femme, qu'il avait laissée à Toulouse, aurait été subornée par un joueur de luth. Le complice de ses débauches ayant été mutilé, on accusa Bigot d'être le premier auteur de ce crime, exécuté par un de ses anciens domestiques. Il fut mis en prison, où il resta longtemps. Les lettres de grâce qu'il obtint et fit entériner à Toulouse ne rétablirent pas sa réputation et ses affaires. Cette  affaire n'était pas encore terminée en 1549. Il publia, cette même année, un poème latin, dans lequel il se plaint amèrement de son sort. Cette histoire n'est relatée que par Bigot et Bayle.

### Le retour à Laval
Après ses mésaventures conjugales, il se sauve à Laval. Il en aurait rêvé alors qu'il était en exil au-delà du Rhin et s'était vu accueillir en triomphe par toute la population lavalloise : 

« Post longum exilium, patriam repetisse videbar
Rura Lavalla meam, populo gratissimus omni. »

 La réalité fut moins poétique sans doute, mais ne fut pas une déception. Mais lui se hâta de régler ses affaires d'intérêt et de repartir pour Nîmes en 1547. Les procès qu'on fit à Nîmes, où Baduel avait un parti puissant, ceux qu'il fit lui-même, durèrent deux ans, qu'il passa en grande partie en prison.

### Athéisme
On l'accusa d'athéisme, et il dut se justifier aux Grands Jours tenus au Puy.
Il eut gain de cause enfin, aux Grands Jours, sur le chef d'hérésie, au mois d'octobre 1548, et contre les Nîmois qui durent lui verser une indemnité de 3 000# par sentence du parlement de Toulouse, le 21 août 1549. Malgré le gain de son procès, Bigot ne put rester à Nîmes. Il enseigna quelque temps à Montauban, et finalement se retira à Metz pour mourir bientôt inconnu. On ignore l'époque de sa mort.

## Publications
1. Carmina (Catoptron, id est speculum ad emendationem Juventutis factum carmen ; Epithalamion ; Epigrammata in empiricum, etc). Basileae, 1536.
2. Catoptron : hoc est, ad emendationem iuventutis factum carmen : cumprimis eruditum & lectu dignissimum. Eiusdem Epithalamium, pro d. Henrico Caduceatore iurisconsulto. Item, Epigramma in empiricum quendam, unà cum elegia ad libellum suum, & aliis quibusdam : omnia recens & nata, & edita. Basileae : Thomas Platter : Balthasar Lasius : Robert Winter, 1536
3. Somnium ad Guillelmum Bellaium Langaeum; maecenatem suum, in quo cum alia tum imperatoris Caroli describitur ab regno Galliae depulsio. Ejusdem explanatrix somnii epistola, qua se item et Guillelmum Budaeum a quorundam defendit calumniis. Ejusdem Catoptron et alia quaedam poemata, causa prius inemendatius[15]. Paris, 1537, poème latin.
4. Poésies diverses (imprimées dans le Poësie française de Charles de Sainte-Marthe)[16], Lyon, 1540, in-8° ;
5. Christianae philosophiae praeludium, opus cum aliorum tum hominis substantiam lucuplentis expromens et exemplis et rationibus. Ejusdem et as Jesum Christum carmen supplex, et antilogica dedocatrixque Epistola, peraptètam praeludicio quam reliquis ipsius christianis scriptis praelegenda.[17] Guy Boutteville, Toulouse, 1549, in-4°[18].

## Sources partielles
- Une partie du présent article est empruntée textuellement à l'article « Guillaume Bigot », dans Louis-Gabriel Michaud, Biographie universelle ancienne et moderne : histoire par ordre alphabétique de la vie publique et privée de tous les hommes avec la collaboration de plus de 300 savants et littérateurs français ou étrangers, 2e édition, 1843-1865 [détail de l’édition], vol. 4, 1843, p. 311, consultable sur Google livres.
- « Guillaume Bigot », dans Alphonse-Victor Angot et Ferdinand Gaugain, Dictionnaire historique, topographique et biographique de la Mayenne, Laval, A. Goupil, 1900-1910 [détail des éditions] (BNF 34106789, présentation en ligne)
- Cet article a été en partie mis à jour et doit encore l'être à partir de l'ouvrage de Nicole Bingen, Aux escholles d'outre-monts: Étudiants de langue française dans les universités italiennes (1480-1599) : Français, Francs-Comtois et Savoyards, Genève, Droz, 2019.